# 15 Pułk Huzarów (austro-węgierski)

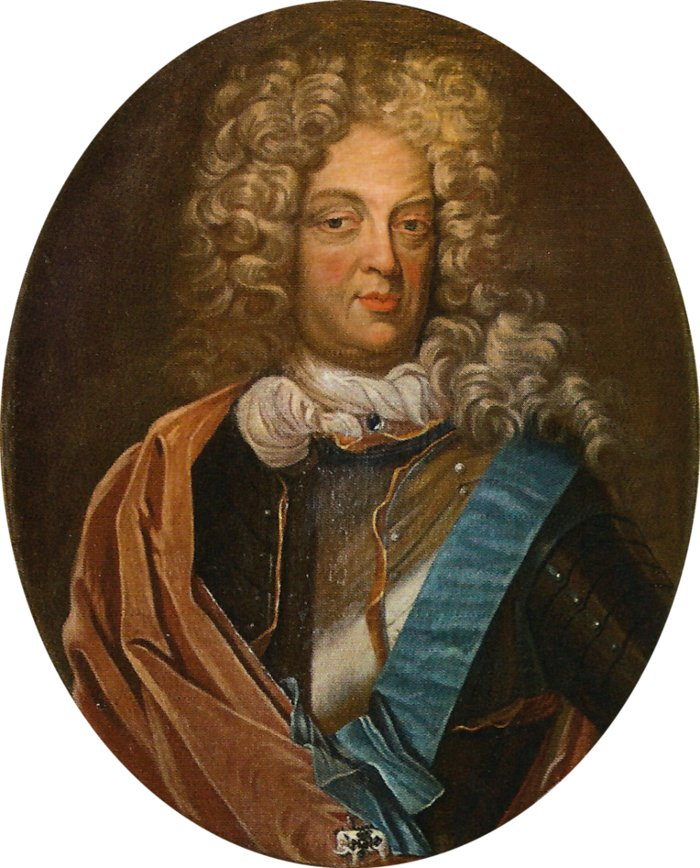
Szef pułku FM Christian Ernest von Brandenburg-Bayreuth

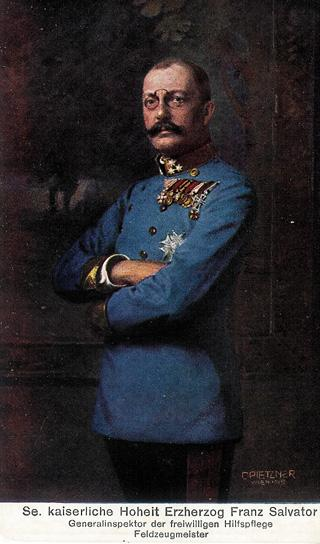
Szef pułku Franz Salvator

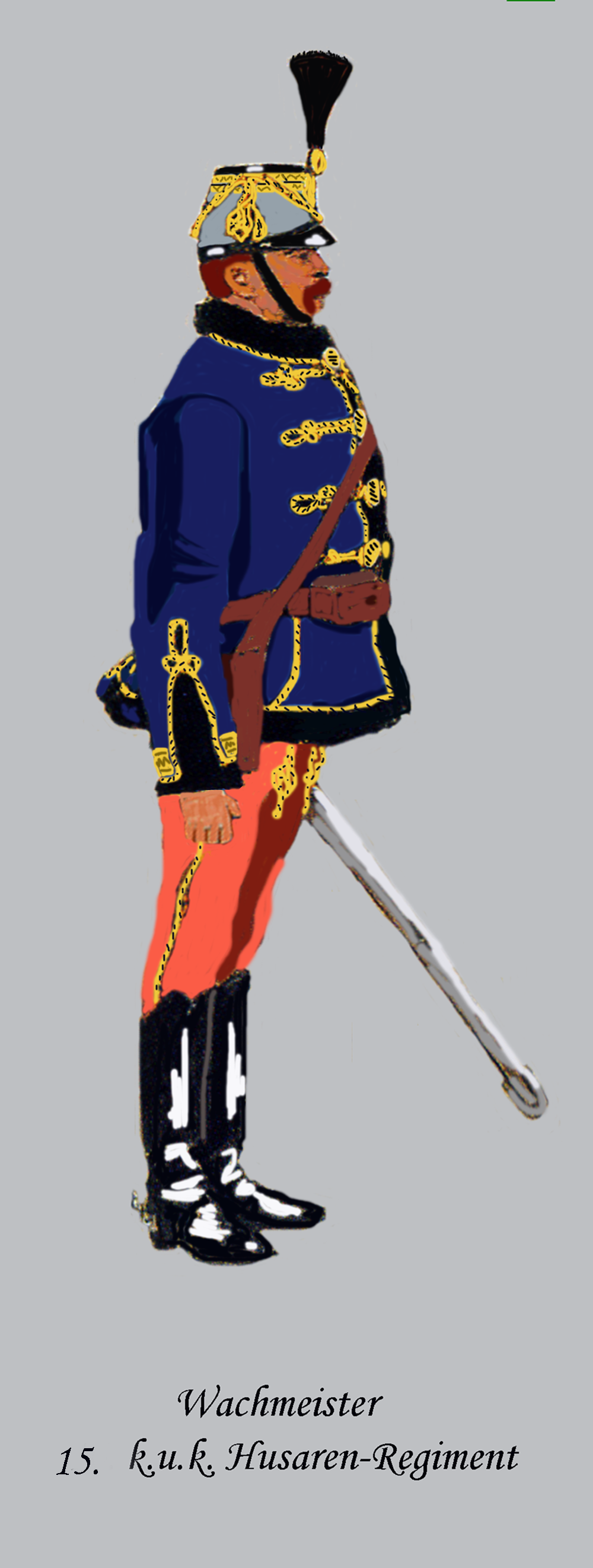
Wachmistrz HR. 15

Pułk Huzarów Arcyksięcia Franciszka Salwatora Nr 15 (HR. 15) – pułk kawalerii cesarskiej i królewskiej Armii.
Pełna nazwa niemiecka: Husarenregiment Erzherzog Franz Salvator Nr 15.

## Historia pułku
W 1701 roku został utworzony Pułk Dragonów. W 1798 roku oddział został przemianowany na 7 Lekki Pułk Dragonów, w 1802 roku na 2 Pułk Dragonów, w 1860 roku na 10 Pułk Kirasjerów, w 1867 roku na 10 Pułk Dragonów i w końcu, w 1873 roku na 15 Pułk Huzarów.
W 1883 roku sztab pułku stacjonował w Debreczynie na terytorium 7 Korpusu, a kadra zapasowa w Nyíregyháza.
W 1914 roku komenda pułku razem z 1. dywizjonem stacjonowała w Gyöngyös, 2. dywizjon w Miszkolcu, a kadra zapasowa w Nyíregyháza. Pułk wchodził w skład 6 Brygady Kawalerii w Miszkolcu.
Żołnierze nosili attylę ciemnoniebieską, a guzy do pętlic („oliwki”) były złote; czako –  popielate.

## Organizacja pokojowa pułku
- Komenda
- pluton pionierów
- patrol telegraficzny
- kadra zapasowa
- 1. dywizjon
- 2. dywizjon

W skład każdego dywizjonu wchodziły trzy szwadrony liczące 117 dragonów. Stan etatowy pułku liczył 37 oficerów oraz 874 podoficerów i żołnierzy.

## Szefowie pułku
Kolejnymi szefami pułku byli:
- FM margrabia Christian Ernest von Brandenburg-Bayreuth (1701 – †20 V 1712),
- król Bawarii Maksymilian I Józef Wittelsbach (1814 – 1817),
- król Bawarii Ludwik I Wittelsbach (1817 – 1825 jako książę korony Ludwik Karol August oraz 1825 – †29 II 1868),
- arcyksiążę, generał kawalerii Franciszek Salwator Toskański (od 1898)[2].

## Żołnierze
Komendanci pułku
- płk Albert Bülow von Wendhausen (1859 – 1860 → stan spoczynku)
- płk Heinrich Esquire Isaacson (1860 – )
- płk Michael Hertlein (1883)
- ppłk Alfons van der Sloot von Vaalmingen (1913 – 1914[2])

Oficerowie
- por. Henryk Starzeński